# Andrei Artean
Andrei Viorel Artean (n. 14 august 1993, Hunedoara, Hunedoara, România) este un fotbalist român, care joacă pe post de mijlocaș la U Cluj în SuperLiga României.